# Ardem Patapoutian
Ardem Patapoutian (în armeană Արտեմ Փաթափութեան; n. 2 octombrie 1967, Beirut, Liban) este un biolog molecular și neurobiolog armeno-american la Scripps Research in La Jolla, California. În 2021, a câștigat Premiul Nobel pentru Medicină sau Fiziologie, alături de David Julius, „pentru descoperirea receptorilor de temperatură și pipăit”.